# Haus du Châtelet

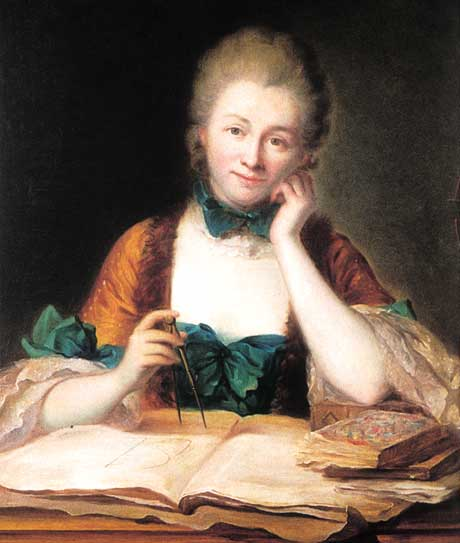
Emilie du Châtelet. Brieffreundin Voltaires und Mutter von Florent-Louis-Marie du Châtelet

Das Haus du Châtelet ist eine jüngere Linie des Hauses „le Chasteler“, die wiederum eine Nebenlinie der Herzöge von Oberlothringen aus dem Haus Lothringen/Elsaß war.
Der erste Träger des Namens war Thierry du Diable oder d'Enfer, ein Sohn von Herzog Friedrich I. von Lothringen.
Nachdem er das Tal von Removille und anderen Ländereien im Tal des Vair als Apanage erhalten hatte, baute er auf einer, in seinem Besitz Barville gelegenen Landzunge  oberhalb des Ortes Horchechamp eine Burg. Diese erhielt den Namen Châtelet und wurde Sitz der Herrschaft. Nach ihr nannte sich dann die Familie.
Der Stamm der du Châtelet gliederte sich in elf Linien.

## Heraldik
Wappen des Hauses Châtelet :

„Ein goldener Schild, mit einem von links unten nach rechts oben verlaufenden roten Band, darauf drei silberne Lilien in Richting des Bandes liegend.“

## Stamm
```
Thierry_le_Diable/Thierry de Lorraine

│
└─> 
Ferri du Chasteler oder Chastelet

    ⚭ Isabelle de Joinville
    │
    ├─> 
Jean du Chasteler oder Chastelet

    │   ⚭ Gilette de Passavant
    │   │
    └─> 
Thierry du Chasteler
, führte das Haus „du Chasteler“ fort.
        │
        └─> 
Henri du Châtelet, erster Chef des Hauses Châtelet

             
Chevalier
, 
Seigneur
 de Autigny
             ⚭ 1) - de Bauffremont
            │ ⚭ 2) Adeline de Germiny
            │
            └1> 
Erard du Châtelet

                 Chevalier, Seigneur du Châtelet & Autigny
                 ⚭ Odette de Chauvirey
                │
                └─> 
Renaud du Châtelet
 (*? ; † 22. März 1429),
                     Chevalier, Seigneur du Châtelet, Deuilly (Anteil), von Removille und Theuillieres,
                     
Bailli
 de Bassigny
                     ⚭ Jeanne de Chauffour (*? ; † 1435)
                    │
                    ├─> 
Erard II du Châtelet
 (* 1416 ; † 18. August 1459), genannt: le grand Chevalier,
                    │    
Baron
 und Seigneur von Deuilly, Cirey, Bulgnéville
                    │    Kammerherr des Königs von Sizilien, Marschall und Generalgouverneur von Lothringen
                         und Bar
                    │    ⚭ 1) Alix de Saint-Eulien
                    │   │⚭  2) Marguerite de Grancey, am 25. Oktober 1466
                    │   │
      	             └─> 
Philibert du Châtelet
, Begründer der Linie „de Sorcy“
                        │
                        ├1> 
Pierre du Châtelet
 (* 1459 ; † Dezember 1482),
                        │    Seigneur du Châtelet, Deuilly, Bulgnéville, Saint-Eulien, Cirey, Bouzancourt,
                             Pierrefitte, Chainley,
                        │     Merlant, Outrepon, Ische, Balerne, Nancey und Guimont
                        │    ⚭ 1) Manne d'Autel, am 23. Januar 1449
                        │    ⚭ 2) Jeanne de Toulonjon
                        │   │
                        ├1> 
Guillaume du Châtelet
, Begründer der Linie „de Pierrefitte“
                        │   │
                        └2> 
Erard du Châtelet
, genannt „der Jüngere“, Begründer der Linie „de Bulgnéville“
                            │
                            ├1> 
Erard III. du Châtelet
 (* 1482; † 1519)
                            │    Chevalier, Seigneur du Châtelet, Cirey, Bouzancourt und Briecourt
                            │    ⚭ Françoise de Haraucourt
                            │   │
                            └1> 
Hue oder Huet du Châtelet
, Begründer der Linie „de Deuilly“
                                │
                                └─> 
Christophe du Châtelet
 (* 1519 ; † 1525),
                                     Seigneur du Châtelet (Anteile), von Deuilly, Bulgnéville, Saint-Eulien, Cirey,
                                      Bouzancourt und Pierrefitte
                                    ⚭ Jacqueline de Bethune, am 14. Oktober 1514
                                    │
                                    └─> 
Erard IV du Châtelet
 (1525  – 1545),
                                         Seigneur du Châtelet,  Deuilly, Cirey, Bouzancourt, und Pierrefitte
                                          ⚭ Anne de Hangest († 1566)
```

## Linie de Sorcy
```
Philibert du Châtelet
 (*? ; † 1478 ?)
 Chevalier, Seigneur du Châtelet, Sorcy (Anteile), von Doncourt, Saint-Amand, Bulgnéville, Horchechamp,
 
Souverain
 de Vauvillars
⚭ 1) Claude de Paroye
│⚭ 2) Louise de Granson
│⚭ 3) Béatrix de Germiny
│
├1> 
Renaud du Châtelet
 (*? ; † 1493 ?)
│    Chevalier, Seigneur du Châtelet, Châteauneuf, Sorcy, Pompierre, 
Comte
 de Vignery, Souverain de Vauvillars
│    Bailli de Chaumont und Sens
│    ⚭ Charlotte l'Alleman
│   │
└2> 
Nicolas du Châtelet
, Begründer der Linie „de Vauvillars“
    │
    └─> 
Jacques du Châtelet
 (*? ; † 31. Mai 1551)
         Chevalier, Seigneur du Châtelet, Souverain de Vauvillars, Baron de Châteauneuf et Larbenne,
         Seigneur de Sorcy, Passavant, Pompierre, Bronffey und Raulecourt
         
Conseiller
 und 
Chambellan
 des 
Duc
 de 
Lorraine
, Bailli von Saint-Michel
        ⚭ Françoise de Beauvau
        │
        ├─> 
Renaud du Châtelet
 (*? ; † 4. Februar 1557)
        │    Chevalier, Seigneur du Châtelet & Maxel-sur-Vraye (Anteile), 
Enseigne
 in der Compagnie
             des Duc de Lorraine
        │   ⚭ Marie Fresnau
        │
        └─> 
Antoine du Châtelet
 (*? ; † 25. Januar 1577)
             Chevalier, Baron du Châtelet et Châteauneuf,
             Seigneur de Passavant, Sarthes, Pompierre, Sorcy, Saint-Martin, Boussey, Raulecourt
             Conseiller privé
[
2
]
 und Grand-Chambellan
[
3
]
 des Duc de Lorraine, Bailli von 
Nancy

             ⚭ Anne de Beauvau, Dame de Passavant (*? ; † 10. Oktober 1579)
            │
            └─> 
Charles du Châtelet
 (*? ; † 25. Mai 1587)
                 Chevalier, Baron de Châteauneuf, Seigneur du Châtelet-Passavant, Sorcy, Broussey, und Raulecourt
                 ⚭ Madeleine de Gournay
```

## Linie de Bulgnéville
```
Erard du Châtelet
, genannt der Junge, Chevalier,
 Seigneur du Châtelet (Anteile), von Deuilly, Bulgnéville, Cirey, Saint-Amand und Pierrefitte
 ⚭ -? de Haraucourt
│
└─> 
Claude du Châtelet
 (*? ; † 19. Februar 1562) , Chevalier, Seigneur du Châtelet (Anteile),Naive,
       Bulgnéville und Pierrefitte
     ⚭ Hélène de Roucy
    │
    ├─> 
Antoine du Châtelet
, Chevalier, Seigneur de Pierrefitte (Anteile), Bulgnéville und  Saint-Amand
    │    ⚭ 1) Marguerite de Rouillac
    │    ⚭ 2) Lucie de Tilly
    │
    └─> 
Phillipe du Châtelet
 (*? ; † 9. Juni 1674), Chevalier, Seigneur de Bulgnéville, Pierrefitte
        und  Saint-Amand
         ⚭ Adrienne de Miremont
        │
        └─> 
Phillipe du Châtelet
 (*? ; † 4. Januar 1607), Chevalier, Seigneur de Bulgnéville,
             Gentilhomme
[
4
]
 im Gefolge von 
Duc Charles

            ⚭ Madeleine de Nogent
            │
            └─> 
Françoise

                 ⚭ Réné-Saladin d'Anglure, (am 5. Mai 1627)
```

## Linie de Pierrefitte
```
Guillaume du Châtelet
 (1459 – 1476)
 Baron du Châtelet et Alix de Saint-Eulien
 ⚭ Yolande de Haraucourt, (1460)
│
└─> 
Philibert I. du Châtelet
 (* 1476 ; † 1. Dezember 1534)
     Chevalier, Baron du Châtelet et Saint-Amand, Seigneur de Sorcy, Pierrefitte, Saint-Eulien, Bulgnéville
     und  Hansignement
     Conseiller und Chambellan des Duc de Lorraine, 
Senéchal
 de Barrois, Bailli de Bassigny
     ⚭ 1) Nicole de Vernencourt, (Eheschließung annulliert)
     ⚭ 2) Marguerite de Ville, Dame de Domjulien
    │
    └2> 
Jean du Châtelet
 (1529 – 1566)
         Chevalier, Seigneur de Pierrefitte, Saint-Amand, Domjulien, Vauvillars, Cirey und Bouzancourt
         ⚭ 1) Jacqueline de Bethune
        │⚭ 2) Philippa de Ludres
        │
        └1> 
Philibert II. du Châtelet
 (* 1531 ; † 14. Mai 1568)
             Chevalier, Seigneur de Pierrefitte, „Colonel des reîtres“
[
5
]
 unter 
Charles IX

             ⚭ Françoise de Lenoncourt (*? ; † 1591) (
Haus Lenoncourt
)
            │
            └─> 
Louis du Châtelet
 (*? ; † 1604), Chevalier, Baron de Cirey et Saint-Amand,
                 Kapitän der Kavallerie im Régiment de Rhingrave
                 ⚭ Ursule de Ruden-de-Collemberg, (am 5. September 1590)
                │
                └─> 
Louis-Jules du Châtelet
 (8. August 1594 ; † 1671)
                     Chevalier, Baron de Cirey et Saint-Amand, Seigneur de Pierrefitte, Domjulien
                     Conseiller d'état
[
6
]
, Gentilhomme de la chambre des Duc de Lorraine,
                     Gouverneur von Aigues-Mortes, 
Maréchal de camp
, Premier chambellan
[
7
]

                     von „Monsieur“,
[
8
]
 (Bruder des Königs)
                     ⚭ Christine de Gleseneuve, (25. Februar 1618 )
                    │
                    ├─> 
Charles du Châtelet
 (1630 ; † 18. Februar 1693)
                    │    Chevalier, 
Marquis
 du Châtelet et Cirey, Comte de Game et Marigny,
                    │    Maître de camp
[
9
]
 im Régiment de cavalerie von 
Gaston de France
, Maréchal de camp,
                    │    Gouverneur von Aigues-Mortes und la Tour de Carbonniere
                    │    ⚭ Catherine de Lameth, am 25. November 1672 (*? ; † 24. November 1675)
                    │
                    └─> 
Charles-Antoine du Châtelet
 (* 1631 oder 1633 ; † 18. Februar 1693)
                         Chevalier, Marquis de Pierrefitte, Kommandant von 
Metz
, 
Lieutenant-général

                          in der Armee des Königs
                         ⚭ Marle de Neuville, am 31. März 1677 (*? ; † 15. Juli 1703),
                        │
                        └─> 
Marie-Gabrielle-Charlotte
 (* 1678 ? ; † 12. August 1705)
                            ⚭ Florent du Châtelet, aus der Linie Lomont, am 15. März 1692
```

## Linie de Deuilly
```
Hue oder Huet du Châtelet

 Chevalier, Baron de Deuilly, Seigneur  du Châtelet (Anteile), von Saint-Amand, Cirey, Thons und Saint-Eulien
 ⚭ 1) Madeleine de Wisse-de-Gerbevillers, am 13. Oktober 1486 (*?; † 26. Oktober 1488)
│⚭ 2) Jeanne Cicon
│⚭ 3) Guillemette d'Amoncourt
│
├1> 
Pierre du Châtelet
, genannt: Perrin (*?; † 23. August 1556)
│    Chevalier, Baron de Deuilly, Seigneur du Châtelet, von Bulgnéville (Anteile), von Gerbivillers, Romont
     und Bazemont
│    Conseiller d'état, Sénéchal de Lorraine und Bailli de 
Nancy

│   ⚭ Bonne de Baudoche, am 15. Dezember 1520
│   │
└2> 
Jean du Châtelet
, Begründer der Linie „de Thons“
    │
    └─> 
Orly du Châtelet
 (*?; † Mai 1569)
         Chevalier, Baron de Deuilly, Seigneur de Bulgnéville, Gerbivillers, Romont, Bazemont und Sénoncourt
         ⚭ Jeanne de Scepeaux, im Jahre 1555
        │
        └─> 
Claude du Châtelet
 (*?; † 21. September 1589)
             Chevalier, Baron de Deuilly, Seigneur de Bulgnéville, Gerbivillers, Romont, Bazemont
             ,Cornette
[
10
]
 in der Compagnie des Duc de Lorraine
            ⚭ Anne de 
Beauvilliers
 (*?; † 1636), Tochter von 
Claude II. de Beauvilliers
, 
Comte de Saint-Aignan
```

## Linie de Thons
```
Jean du Châtelet
 (-; † 1590 ?)
 Chevalier, Baron du Châtelet, de Thons, Souverain de Vauvillars et Châtillon-en-Vosges, Marquis de Trichâteau,
 Seigneur de Bonney et Champigneul
 
Chevalier de l'ordre de Saint Esprit
, Gentilhomme ordinaire de la chambre du roi
[
11
]
,
 
Surintendant
 des Gebietes von  
Bassigny
 und Gouverneur von 
Langres

 ⚭ 1) Marguerite de Haussonville, im Jahre 1541
│⚭ 2) Claire-Renée de Choiseul, im Jahre 1561
│
├1> 
Jean du Châtelet
 (*?; † 1610), Chevalier, Baron du Châtelet,
│    Seigneur de Thons, Châtillon-en-Vosges, Champigneul, Margeville, Baron de Thons & Chaivrey
│    Gentilhomme de la chambre du roi, Gentilhomme du Duc de Lorraine, 
Maréchal
 und Chef des Finanzwesens
     von Lothringen und Bar
│    ⚭ 1) Anne de Choiseul
│    ⚭ 2) Anne-Marie-Elisabeth Bayer-de-Boppart
│
├1> 
René du Châtelet
 (*?; † 1617)
│    Chevallier, Seigneur de Bevillers, Romont, Bazemont, Chaumancey, Châtillon-en-vosges, Champigneul
     und Margeville
│    ⚭ Gabrielle de Lenoncourt (*?; † 1638)
│   │
└1> 
Erard du Châtelet
, Begründer der Linie „de Trichâteau-Bonney“
    │
    └─> 
Antoine du Châtelet

         Marquis du Châtelet et de Cirey, Seigneur de Thons, de Chauvirey, Gerbevillers, Romont, Bazemont
         und Champigneul
         ⚭ 1) Catherine de Prissac
        │⚭ 2) Gabrielle de Mailly, im Jahre 1633
        │
        └1> 
Pierre-Antoine du Châtelet
 (*?; † 11. Februar 1740)
             Chevalier, Marquis du Châtelet, Baron de Cirey, Seigneur de Chauviray und Thons
             ⚭ Marie-Richarde de Jauny
            │
            └─> 
René-François du Châtelet

                 Marquis du Châtelet et Grand-Seille, Baron de Cirey
                 Chambellan, Colonel des gardes et général-major des troupes de son altesse royale
[
12
]

                 
Cosimo III. de’ Medici

                ⚭ Marie de Fleming, am 10. Februar 1710
```

## Linie de Trichâteau-Bonney
```
Erard du Châtelet
 (* ?; † 13. Dezember 1648)
 Chevalier, Marquis de Trichâteau, Baron de Bonney, Thons, Bulgnéville, Seigneur de Cirey, Châtillon-en-Vosges
 & Lomont, Gentilhomme de la chambre von König 
Henri III
, Conseiller d'état, Sénechal et Maréchal de Lorraine
 et Barrois, Gouverneur von 
Gray

⚭ Lucrece Dorfans
│
├─> 
Antoine du Châtelet
 (1604–1674)
│    Chevalier, Marquis de Trichâteu, Baron de Thons, Bulgnéville,
│    Seigneur de Lomont, Vaucontour, Roye, Leauffay, Andomay, Manisbert, Voulan, Mizaudan, Lenoncourt, Contreglise,
     Cané, Gauzencourt, Evillier, d'Aumale, la Bruyere
│    Capitaine des gardes suisses de son altesse sérénissime de Lorraine
[
13
]
, Gentilhomme de la chambre du roi
│    ⚭ Elisabeth-Louise de Haraucourt, am 27. Februar 1635
│
└─> 
Erard du Châtelet
, Begründer der Linie de Clémont
      │
      ├─> 
Charles-Gabriel du Châtelet
 (* ?; † 6. August 1696)
      │    Marquis du Châtelet, Seigneur de Lomont, Sénoncourt, Gesincourt, Aboncourt, Bonney
      │   ⚭ 1) ? de Dorfans
      │   ⚭ 2) Anne-Eléonore de Thomassin
      │   │
      ├─> 
Florent du Châtelet
, Begründer der Linie de Lomont
      │   │
      └─> 
Honoré-Henri-Arnold du Châtelet
, Begründer der Linie de Trichâteau
          │
          └2> 
Ferdinant-Florent du Châtelet

               Marquis du Châtelet, Seigneur de Lomont, Montbaillon, Pin, Pont-le-Magny
               Colonel der Infanterie
              ⚭ Marie-Emmanuelle de Poitiers, im Jahre 1712
```

## Linie de Lomont
```
Florent du Châtelet
 (* 8. Februar 1652; † 27. Januar 1732)
 genannt: Comte de Lomont, Seigneur de Cirey & Pierrefitte
 ,
Chanoine
 
Aide de camp
 des 
Maréchal de Turenne
; Kommandant von 
Le Havre
, Maréchal des camps et armées du roi,
 Kommandant von 
Dunkerque
, 
Commandeur de l'ordre de Saint-Louis

 ⚭ Marie-Gabrielle-Charlotte du Châtelet, am 15. März 1692 (*? ; † 12. August 1705),
│
└─> 
Florent-Claude du Châtelet
 ( 27. April 1695; † 28. November 1765)
     Marquis du Châtelet, Chevalier, Seigneur de Cirey
     Colonel im Régiment du Hainaut, Maréchal de camp, Lieutenant-général des armées du roi, Grand bailli
     von Auxois & 
Sar-Louis
, Gouverneur von Sémur, Grang-Croix, Commandeur des Ordre de Saint-Louis
    ⚭ Emilie de Breteuil, am 20. Juni 1725
    │
    └─> 
Florent-Louis-Marie du Châtelet
 (* 20. November 1727; † 13. Dezember 1793)
         Comte du Châtelet-Lomont, Duc du Châtelet de Haraucourt, Seigneur de Cirey, Saint-Remy, Avison, Aigremont,
          Blanques und Fayet, Gouverneur von Sémur und 
Toul
, 
Maréchal des camps des armées du roi
, Grand'croix
          de l'ordre militaire de Saint-Louis, Gesandter am Kaiserhof von Wien, Botschafter in England
         ⚭ Diane-Adélaïde de Rochechouard, am 24. April  1752 in Anwesenheit von König 
Ludwig XV.
 der Königin
          und der königlichen Familie.
```

## Linie de Trichâteau
```
Honoré-Henri-Arnold du Châtelet
 (*?; † August 1720)
 Marquis de Trichâteau
 Colonel der Infanterie, Staatsrat, Kapitän der Gardes-du-corps von  
Leopold, Duc de Lorraine
,
  Grand bailli de Nancy
⚭ Isabelle-Agnès (*?; † 1712), Baronne de Honsbruck
│
└─> 
Marc-Antoine du Châtelet
 (*?; † 2. April 1740)
     Marquis de Trichâteau, Seigneur de Ham-Beringer & Fouckray
     Kammerherr seiner Hoheit des Großherzogs von der Toskana
```

## Linie de Clémont
```
Erard du Châtelet

 Baron du Châtelet, Seigneur de Thons, Clémont & Bulgnéville
 Kapitän der Gardes-du-corps von 
Charles III
, Duc de Lorraine,
 General der Artillerie, Marschall von Lothringen
 ⚭ 1) Claire-Grançoise Rouxel-Medavi (*?; † 23. Dezember 1656)
 ⚭ 2) Anne-Elisabeth d'Aumont, Dame d'Aubigny et de Faye, am ? (*?; † 19. Juni 1665)
  3) Marie de la Baume-le-Blanc de la Valliere (* 1624? ; † 27. Dezember 1712)
│
└2> 
Antoine-Charles du Châtelet
 (*? ; † September 1720)
     Marquis du Châtelet & d'Aubigny, Seigneur de Thons & Clémont,
     Inhaber eines Kavallerieregiments, Brigadier der Armee des Königs,
     Maréchal de camp, Lieutenant général,
     Capitaine des Chasses, Gouverneur des 
Château de Vincennes

    ⚭ Thérèse-Marie de Bellefonds, am 8. Januar 1688 (*? ; † Oktober 1733), Tochter des 
Marschalls Bellefonds

    │
    └─> 
François-Bernardin du Châtelet

         Marquis du Châtelet, Baron de Thons & Clémont
         Maréchal des camps et armées du roi, Gouverneur des 
Château de Vincennes

         ⚭ Armande-Gabrielle du Plessis-Richelieu, am 23. April 1714
        │
        └─> 
Marie-Suzanne-Armande

            ⚭ Godefroi-Armand, Marquis de Bellefonds, am 21. Juni 1733
```

## Linie de Vauvillars
```
Nicolas du Châtelet
 (-; † 1519 ?),
 Souverain de Vauvillars,
 Seigneur de Montreux-sur-Saone, Deuilly, Saint-Julien, Serecourt, Dignecourt, Norville, Landeville
 und Girencourt
 ⚭ Bonne de Cicon (1487)
│
└─> 
Erard du Châtelet
 ( -; † 15. Oktober 1525)
     Chevalier, Souverain de Vauvillars, Seigneur de Montreux-sur-Saone, Mogneville und Mangeville
     ⚭ Nicole de Lenoncourt, Dame de Mangeville, am 15. Juli 1512 (-; † 9. November 1555)
    │
    └─> 
Nicolas du Châtelet
 ( -; † 19. Dezember 1562)
         Souverain de Vauvillars, Mogneville & Mangeville, Seigneur de Villesu-Illon,
         Montureux & Mervaux
         ⚭ Elisabeth de Haraucourt, am 8. Juli 1543
```